# Phulwarabutter

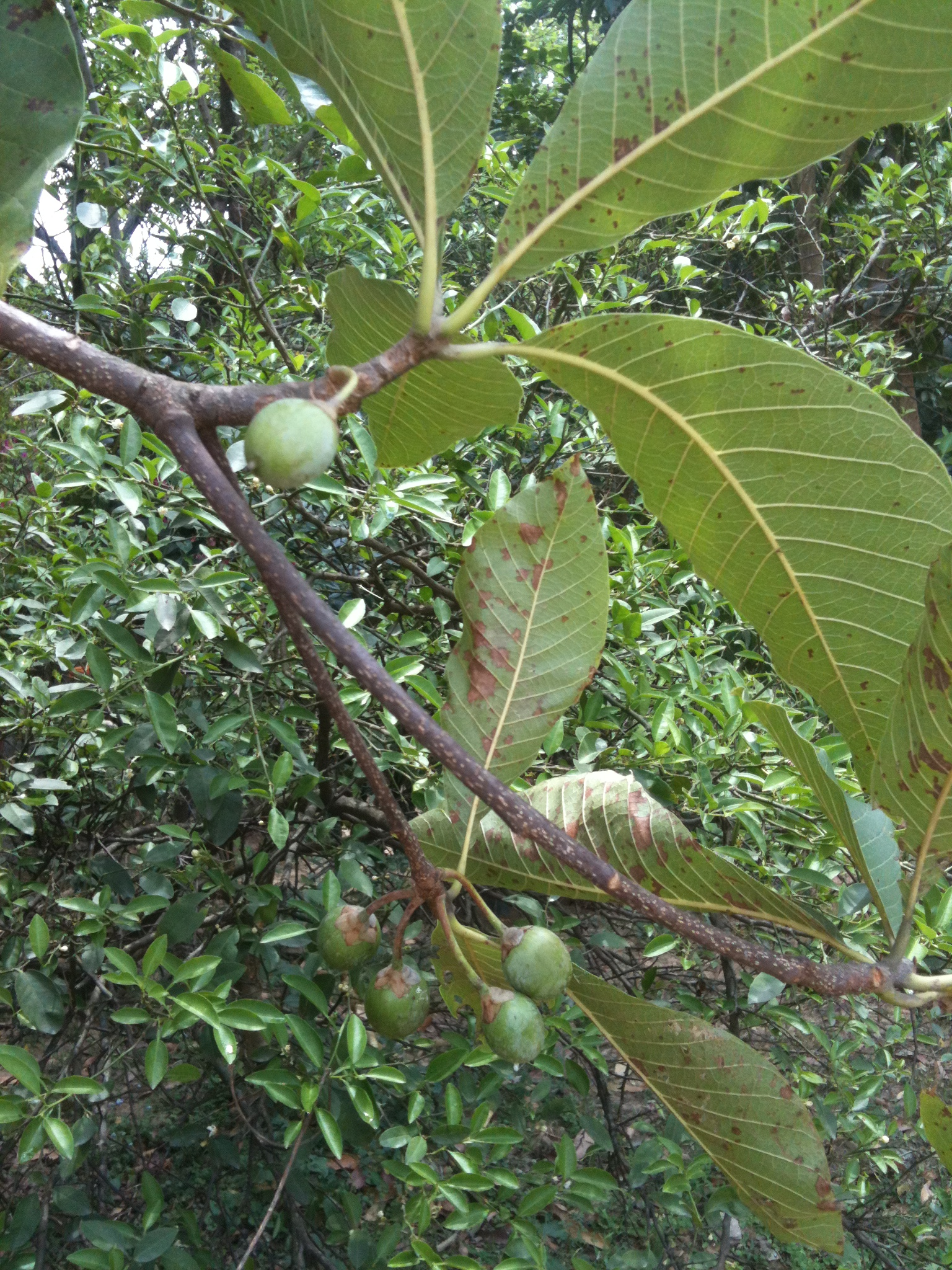
Früchte von Diploknema butyracea

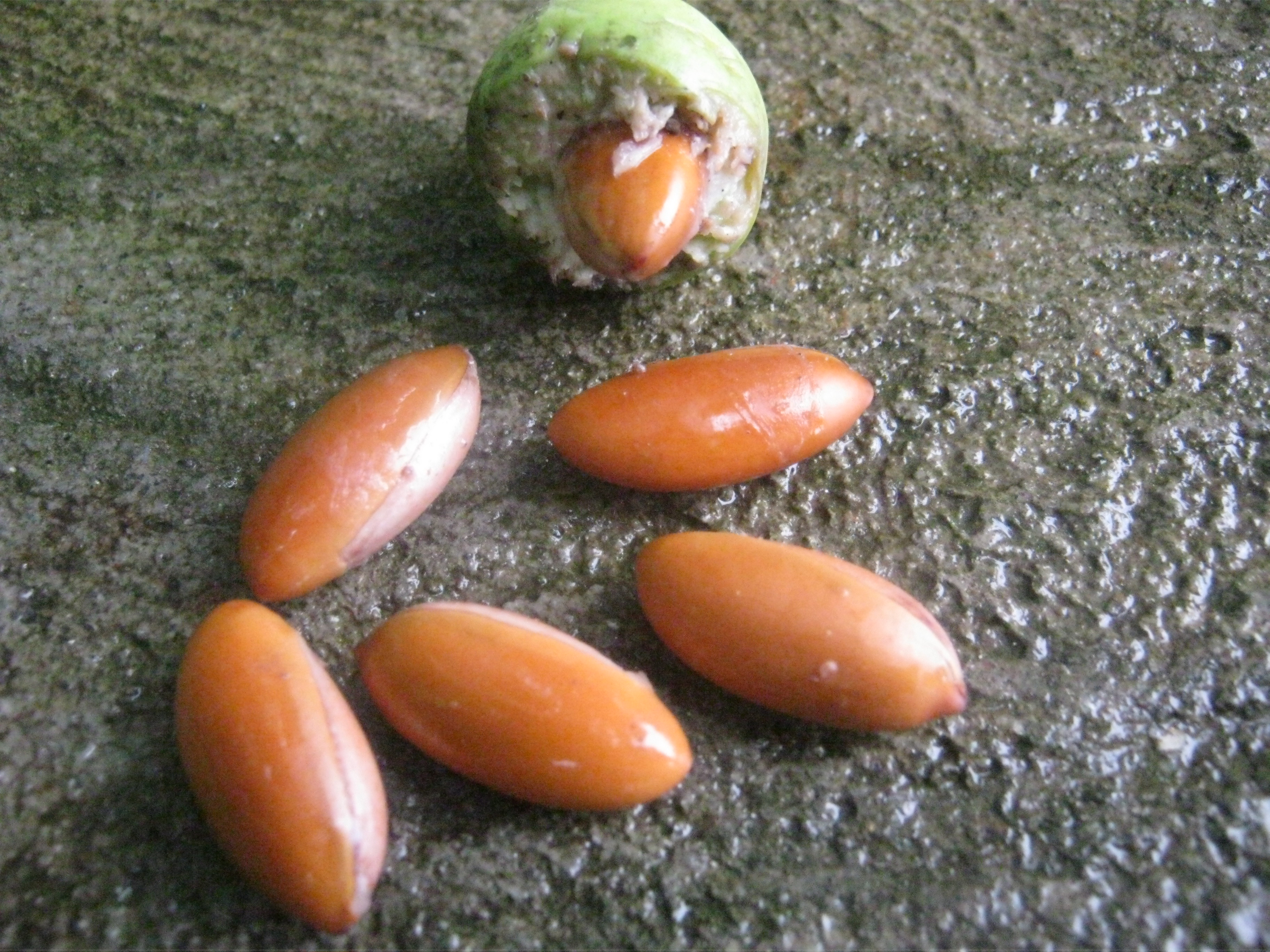
Früchte und Samen von Diploknema butyracea

Phulwarabutter oder Fulwabutter, Fulwatalg, Gheebutter, auch Chiuri- oder Nepalbutter, ist ein Pflanzenfett das aus den Samen des Indischen Butterbaums (Diploknema butyracea) gewonnen wird. Es ist ein halbfestes, schmalziges und weißes, fast geruchloses Fett mit angenehmen Geruch. Es besitzt einen hohen Schmelzbereich, ähnlich dem von Kokumbutter, und es wird fast nicht ranzig.
Das Fett wird in der Kosmetik, als Ersatz für Kakaobutter, als Kakaobutteräquivalent, in der Schokoladenherstellung und als Speisefett verwendet. Es kann auch zur Kerzen- und Seifenherstellung sowie in medizinischen Anwendungen verwendet werden. Die Presskuchen sind essbar.
Die Triglyceride des Fettes enthalten mehrheitlich Palmitin- und Ölsäure sowie in geringen Mengen Stearin- und Linolsäure.
Ähnlich ist die Illipebutter.